# Wilhelm Haspel
Wilhelm Haspel (* 29. April 1898 in Stuttgart; † 6. Januar 1952) war von 1942 bis 1952 Vorstandsvorsitzender der Daimler-Benz AG.

## Leben
Wilhelm Haspel, der Sohn eines Stuttgarter Werkmeisters, nahm im Wintersemester 1918/19  das Studium des Maschinenbaus an der TH Stuttgart auf. Im gleichen Semester schloss er sich der Stuttgarter Burschenschaft Ghibellinia an. Haspel promovierte 1926 mit dem Thema „Unkostenerfassung und Selbstkostenrechnung in einem Werk der Fahrzeugindustrie“. Ab 1924 war er Mitarbeiter bei der Daimler-Motoren-Gesellschaft, zunächst verpflichtet als Leiter der Kalkulationsabteilung. 1927 übernahm er die Leitung des Daimler-Benz Werkes in Sindelfingen. Nach Angriffen der NSDAP gegen ihn wegen seiner „halbjüdischen Frau“ wurde er Ende 1935 nach Untertürkheim versetzt. Am 28. Februar 1936 wurde Haspel in den Vorstand berufen, zunächst als stellvertretendes Vorstandsmitglied, ab 1941 als ordentliches Vorstandsmitglied. Nach dem Tod von Wilhelm Kissel übernahm er im August 1942 den Vorsitz des Vorstandes.
Haspel war kein Mitglied der NSDAP. Haspel war auch der einzige im Vorstand von Mercedes-Benz, der sich nie mit dem NS-Regime „persönlich und öffentlich“ identifiziert hatte. Er leitete unter anderem den Daimler-Benz-Flugmotoren-Sonderausschuss im Reichsministerium für Bewaffnung und Munition.
Aufgrund eines Entnazifizierungsverfahren musste Haspel im Oktober 1945 seinen Vorstandsposten niederlegen. Im Spruchkammerverfahren als entlastet eingestuft, konnte er im Januar 1948 wieder den Vorstandsvorsitz übernehmen. In den folgenden Jahren gelang Haspel der zügige Wiederaufbau der Daimler-Benz AG. Im Januar 1952 starb Wilhelm Haspel im Alter von 53 Jahren an einer Hirnblutung.

## Ehrungen
- 1951: Ehrendoktor der TH Stuttgart und der TH Berlin.
- 1951: Ehrensenator der TH Darmstadt.
- Ehrenbürger von Sindelfingen.
- In Sindelfingen wurde die Wilhelm-Haspel-Straße nach ihm benannt.